# Angelika Menne-Haritz

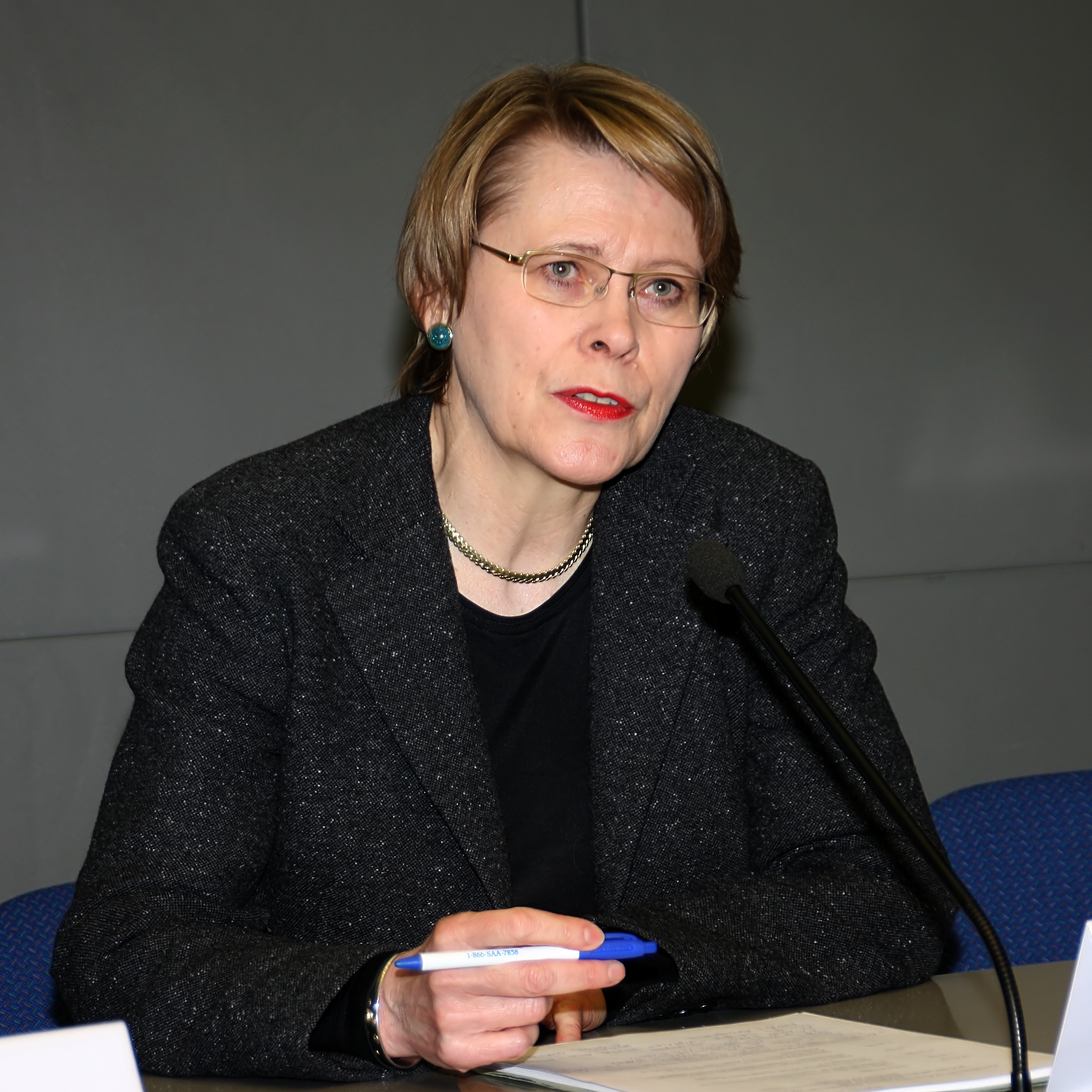
Angelika Menne-Haritz (2008)

Angelika Menne-Haritz (* 29. April 1949 in Gelsenkirchen) ist eine deutsche Archivarin. Sie war von 2006 bis 2014 Vizepräsidentin des Bundesarchivs.

## Leben
Angelika Menne-Haritz studierte Germanistik und Geschichte in Stuttgart, Paris und Berlin. Sie schloss ihr Studium 1980 mit einer Promotion über die Kriegslyrik zum Deutsch-Französischen Krieg 1870/71 ab. Im Anschluss absolvierte sie eine archivarische Ausbildung am Landesarchiv Berlin und an der Archivschule Marburg und arbeitete am Landesarchiv Berlin. 1985 wechselte Menne-Haritz an das Landesarchiv Schleswig-Holstein, wo sie bis 1988 wirkte. Von 1988 bis 1993 war sie Studienleiterin der Archivschule Marburg. Mit der Verselbständigung der Archivschule übernahm sie 1994 deren Leitung (bis 2001). 1999 habilitierte sich Menne-Haritz an der Deutschen Hochschule für Verwaltungswissenschaften Speyer mit der Arbeit „Geschäftsprozesse in der Öffentlichen Verwaltung. Grundlagen für ein Referenzmodell für Elektronische Bürosysteme.“
Seit 2002 war Menne-Haritz Direktorin der Stiftung Archiv der Parteien und Massenorganisationen der DDR im Bundesarchiv in Berlin, wurde 2006 zur Vizepräsidentin des Bundesarchivs ernannt und löste in dieser Position Klaus Oldenhage ab. Am 30. April 2014 wurde Menne-Haritz in den Ruhestand verabschiedet.
Die Deutsche Hochschule für Verwaltungswissenschaften in Speyer verlieh Menne-Haritz 2005 den Titel einer außerplanmäßigen Professorin.
Sie ist unter anderem Mitglied der Expertenkommission zur Zukunft der Behörde des BStU.
Menne-Haritz ist Mitglied bei Zonta International.

## Schriften (Auswahl)
- Schlüsselbegriffe der Archivterminologie. Lehrmaterialien für das Fach Archivwissenschaft (= Veröffentlichungen der Archivschule Marburg, Institut für Archivwissenschaft, 20), Nachdruck 3., durchges. Aufl. Marburg (2000) 2011, zuerst 1992.
- Business processes. An archival science approach to collaborative decision making, records, and knowledge management, Dordrecht: Kluwer 2004.
- Steuerungsinstrumente in der Verwaltungsarbeit, Berlin: Duncker & Humblot, 2000.

## Auszeichnungen
- Ordre des Arts et des Lettres in der Offiziersstufe (2001)